# Distrito de Kita (Kagawa)
El distrito de Kita (木田郡 Kita-gun?) es un distrito localizado en la prefectura de Kagawa, Japón. En octubre de 2019 tenía una población estimada de 27 207 habitantes y una densidad de población de 359 personas por km². Su área total es de 75,78 km².

## Localidades
- Miki